# سیلیفیوم (سرده)
سیلیفیوم (انگلیسی: Silphium) سرده ای از گیاهان آمریکای شمالی از خانواده کاسنیان است.